# Lao Che
I Lao Che sono un gruppo rock polacco originario della città di Płock.
Il gruppo, fondato nel 1999, si caratterizza per le sperimentazioni musicali crossover fra vari stili come alternative rock, punk rock, ska, ambient e folk.

## Formazione
Membri attuali
- Mariusz "Denat" Denst  - sampler
- Hubert "Spięty" Dobaczewski  - voce, chitarra
- Michał "Dimon" Jastrzębski - batteria
- Filip "Wieża" Różański - tastiera
- Rafał "Żubr" Borycki - basso
- Maciek "Trocki" Dzierżanowski - percussioni

Ex membri
- Jakub "Krojc" Pokorski - chitarra
- Michał "Warz" Warzycki - chitarra

## Discografia
- 2002 - Gusła
- 2005 - Powstanie Warszawskie
- 2008 - Gospel
- 2010 - Prąd stały/Prąd zmienny
- 2012 - Soundtrack
- 2013 - Koncerty w Trójce. Volume 10